# Eodiscina
Az Eodiscina a háromkaréjú ősrákok (Trilobita) osztályába és az Agnostida rendjébe tartozó alrend.

## Rendszerezés
Az alrendbe 1 öregcsalád és 6 család tartozik:
- Eodiscoidea
  - Calodiscidae
  - Eodiscidae
  - Hebediscidae
  - Tsunyidiscidae S.Zhang, 1980
    - Tsunyidiscus

  - Weymouthiidae
  - Yukoniidae